# Tilting
Tilting is een dorp en voormalige gemeente in de Canadese provincie Newfoundland en Labrador. De plaats ligt aan de oostkust van Fogo Island, een groot eiland ten noorden van Newfoundland. Tilting is sinds 2003 erkend als een National Historic Site of Canada.

## Geschiedenis
De dorpsgemeenschap Tilting begon vorm te krijgen in de jaren 1730 toen Ierse migranten zich aan de oostkust van Fogo Island vestigden. Het dorp werd volgens toenmalige Ierse nederzettingspatronen gebouwd, met onder andere bewoningsclusters per familie en opmerkelijke omheinde tuinen. De inwoners leefden er van visvangst, veeteelt en landbouw.
Het dorp is een zeldzaam voorbeeld van een outport waar het gebruik van de landschapscomponenten sinds midden van de 18e eeuw grotendeels gelijkgebleven is. Vanwege haar goed bewaarde historische karakter met haar vele houten gebouwen werd Tilting in 2003 erkend als een National Historic Site of Canada.
In 1975 werd het dorp een gemeente met de status van local government community (LGC). In 1980 werden LGC's op basis van The Municipalities Act als bestuursvorm afgeschaft. De gemeente werd daarop automatisch een community om via een algemene wet in 1996 uiteindelijk een town te worden.
In 2011 werden Tilting en de drie andere gemeenten op Fogo Island opgeheven en tezamen met het overige gemeentevrij gebied samengevoegd tot een nieuwe gemeente genaamd Fogo Island.

## Geografie
Tilting ligt aan een kleine natuurlijke haven aan de oostkust van Fogo Island, een groot eiland ten noorden van Newfoundland. De plaats ligt aan het einde van provinciale route 334 op zo'n 7 km ten oostzuidoosten van Joe Batt's Arm.

## Demografie
Demografisch gezien kent Tilting, net zoals de meeste afgelegen plaatsen in de provincie, de laatste decennia een sterk dalende trend. Tussen 1981 en 2016 daalde de bevolkingsomvang van 379 naar 173, wat neerkomt op een daling van 59,5% in 35 jaar tijd.
- Bron: Statistics Canada (1951–1986[5], 1991–1996[6], 2001–2006[7], 2011–2016[8])

## Galerij

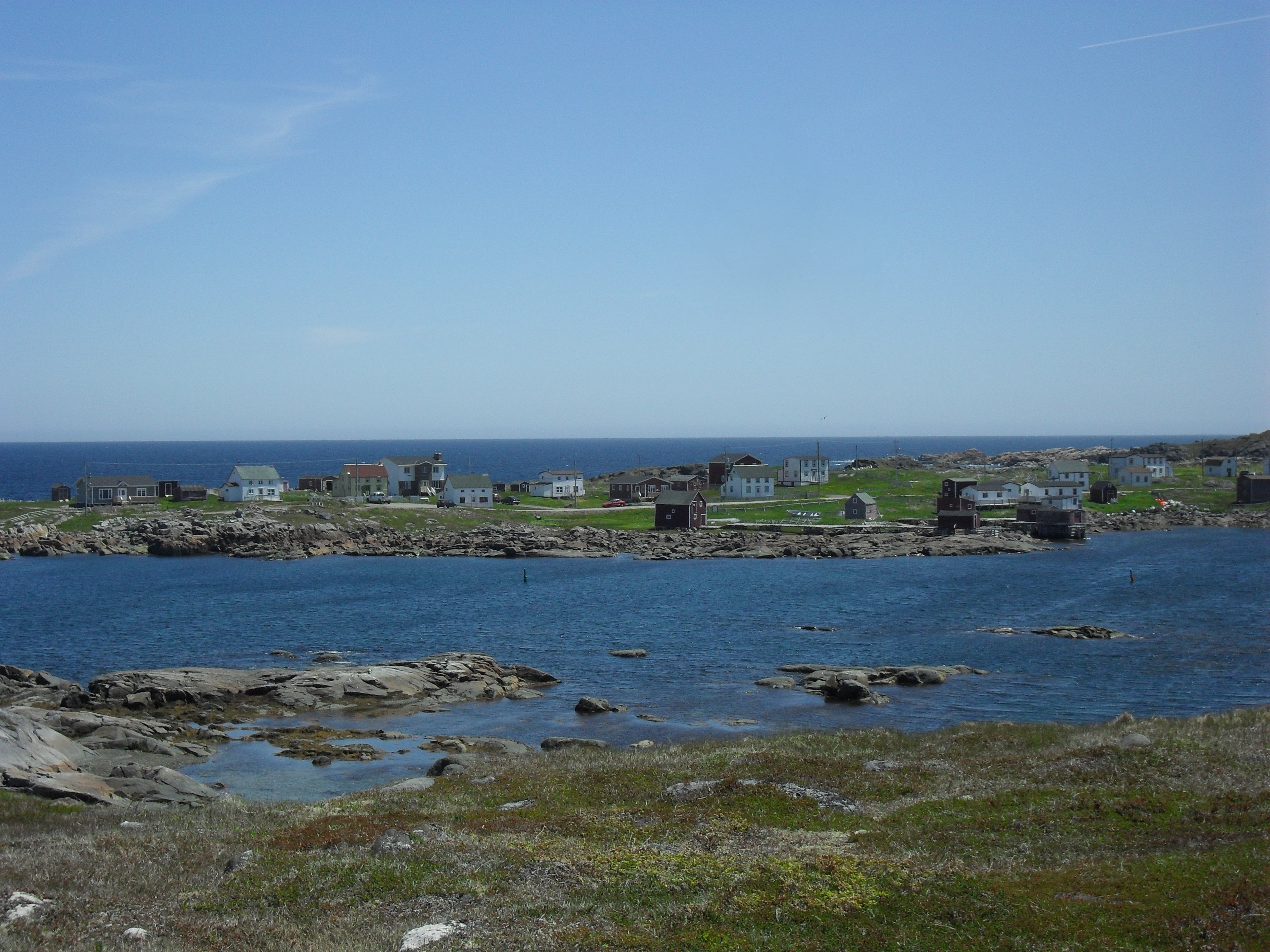
Zicht op Tilting
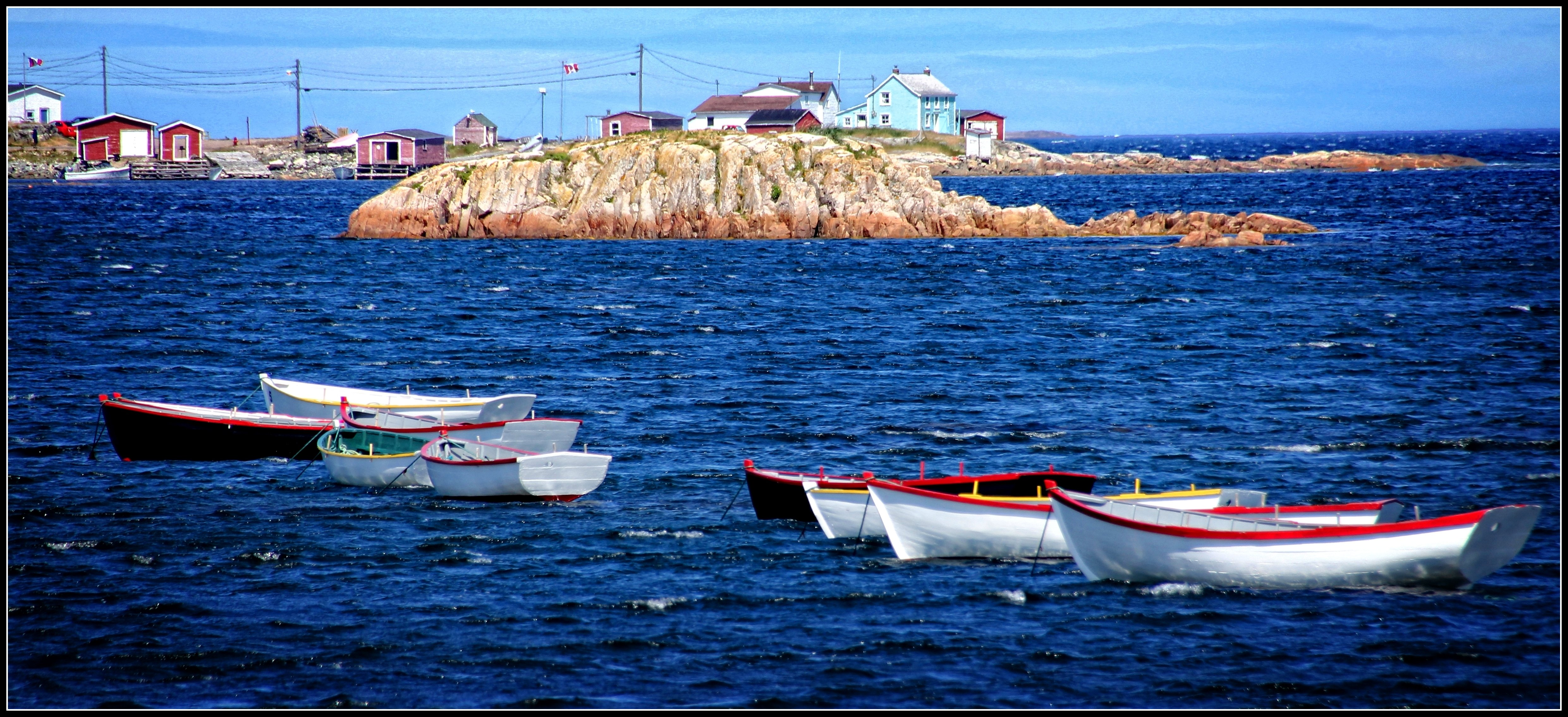
Kleine bootjes met het dorp op de achtergrond
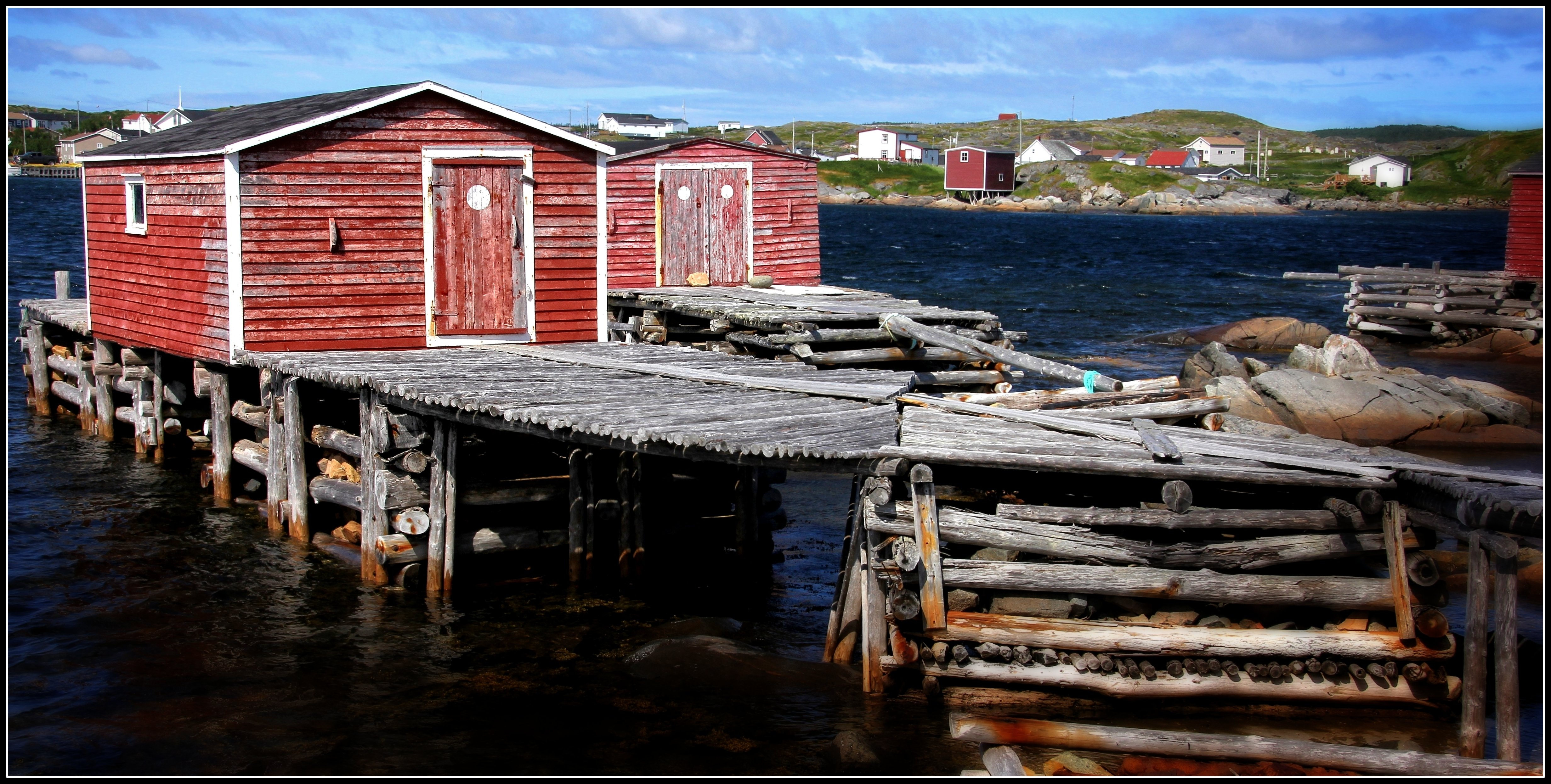
Houten fishing stages in de haven van Tilting
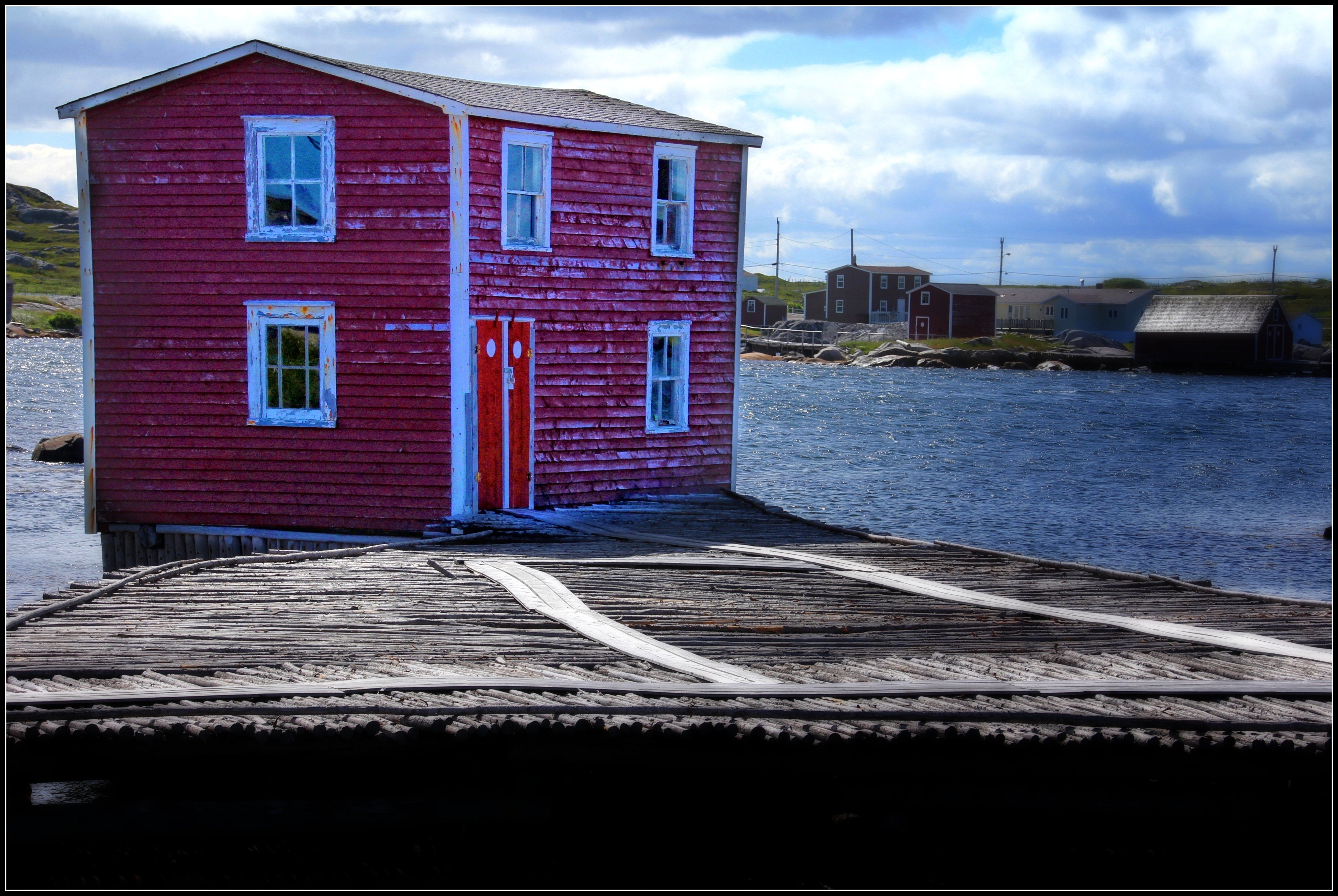
Traditionele houten woning
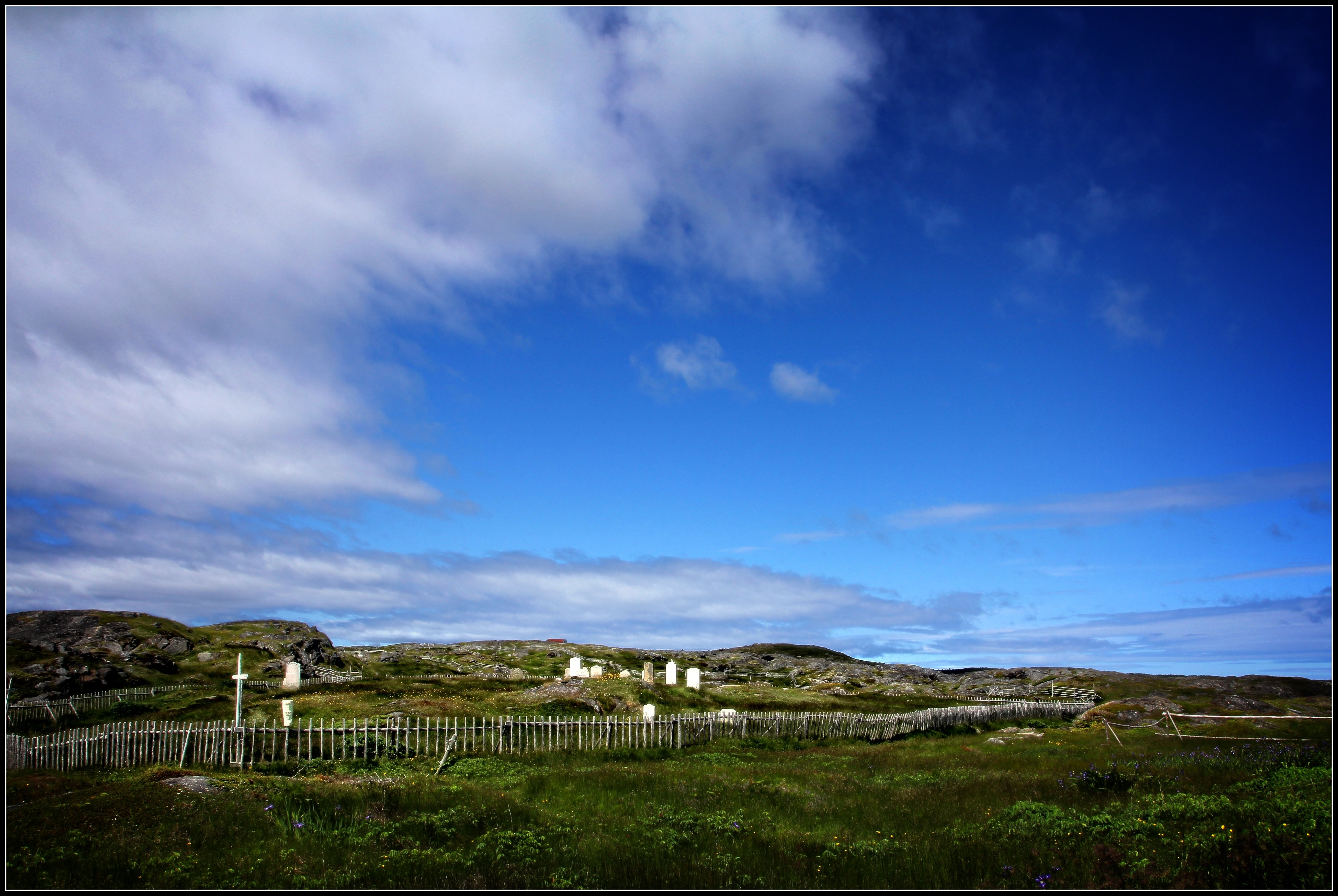
Houten omheining rondom een begraafplaats